# نهلانهلا كوزوايو
نهلانهلا بريليانت كوزوايو (بالإنجليزية: Nhlanhla Khuzwayo) (مواليد 9 فبراير 1990) هو لاعب كرة قدم جنوب أفريقي يلعب حاليًا لصالح نادي كايزر تشيفز.

## الحياة الشخصية
اختار كوزوايو اللعب برقم 16 لأنه كان بعمر الستة عشر عندما رحلت أمه عام 2006.

## روابط خارجية
- نهلانهلا كوزوايو على موقع قاعدة بيانات كرة القدم.إي يو (الإنجليزية)
- نهلانهلا كوزوايو على موقع ناشيونال فوتبول تيمز (الإنجليزية)
- نهلانهلا كوزوايو على موقع Soccerway.com (الإنجليزية)